# Bernoldo di Utrecht
Bernoldo, di Utrecht  chiamato anche  Bernulfo , Benno o Bernulphus (... – 19 luglio 1054), è stato un vescovo olandese.

## Biografia
Bernoldo succedette ad Adalboldo II come vescovo di Utrecht, il 24 settembre 1027, quando fu nominato dall'imperatore romano Corrado II. Probabilmente era un funzionario di corte di Corrado prima di divenire principe-vescovo.
Bernoldo si interessò ad accrescere i beni temporali della sua Chiesa e sotto di lui l'autorità laica del principato vescovile di Utrecht, conobbe la sua massima estensione.
Nel 1027 partecipò al sinodo di Francoforte. Nella sua opera indebolì il potere dei feudatari a vantaggio dell'impero. Anche per questo era ben visto dagli imperatori Enrico II e Enrico III che gli concessero molti privilegi e ampliamenti del territorio diocesano.
Contro il vescovo si schierò Teodorico IV d'Olanda nel 1046 e nel 1049 ma venne sconfitto dalle truppe imperiali.
Il vescovo Bernoldo fece costruire le chiese di San Paolo, San Giovanni e San Pietro a Utrecht e quella di San Leboino a Deventer.
Bernoldo morì il 19 luglio 1054 fu sepolto nel coro della chiesa di San Pietro.

## Culto
La sua memoria liturgica cade il 19 luglio. Dal Martirologio Romano: A Utrecht in Lotaringia, nel territorio dell'odierna Olanda, san Bernoldo o Bernulfo, vescovo, che liberò chiese e monasteri dal giogo dei potenti, fondò molte chiese e introdusse nei monasteri le consuetudini cluniacensi.
Il santo è raffigurato in abiti vescovili con in mano una chiesa romanica con due torri.
San Bernoldo è patrono di Oosterbeek (frazione di Renkum) e nel 1917, è stato nominato patrono della corporazione degli artisti di Olanda.